# Крестовка (приток Колымы)
Крестовка — река на крайнем северо-востоке России, протекает по территории Среднеколымского района Якутии. Длина реки — 136 км, площадь водосборного бассейна — 1040 км².
Начинается в горах на границе Якутии и Чукотского автономного округа. Течёт в общем северном направлении. Долина реки частично заболочена. Впадает в реку Колыму справа на расстоянии 396 км от её устья напротив заимки Верхние Кресты. Ширина реки вблизи устья 36 метров, глубина — 1,2 метра, скорость течения воды 0,2 м/с.
Основные притоки — Извилистая (левый), Излучина (правый), Озерный, Медленный, Заброшенный, Мутный (левые).
По данным государственного водного реестра России относится к Анадыро-Колымскому бассейновому округу. Код водного объекта — 19010100512119000047406.